# Поштір (Мірза-Кучек-Джанґлі)
Поштір (перс. پشتير) — село в Ірані, у дегестані Ґураб-Зарміх, у бахші Мірза-Кучек-Джанґлі, шагрестані Совмее-Сара остану Ґілян. За даними перепису 2006 року, його населення становило 2190 осіб, що проживали у складі 568 сімей.

## Клімат
Середня річна температура становить 13,99°C, середня максимальна – 27,70°C, а середня мінімальна – -1,56°C. Середня річна кількість опадів – 773 мм.
| Клімат поселення                              | Клімат поселення | Клімат поселення | Клімат поселення | Клімат поселення | Клімат поселення | Клімат поселення | Клімат поселення | Клімат поселення | Клімат поселення | Клімат поселення | Клімат поселення | Клімат поселення | Клімат поселення |
| Показник                                      | Січ.             | Лют.             | Бер.             | Квіт.            | Трав.            | Черв.            | Лип.             | Серп.            | Вер.             | Жовт.            | Лист.            | Груд.            |                  |
| Середній максимум, °C                         | 8,37             | 9,46             | 12,44            | 17,91            | 22,29            | 25,33            | 27,70            | 27,28            | 24,11            | 20,96            | 16,23            | 11,79            |                  |
| Середня температура, °C                       | 3,42             | 4,48             | 7,46             | 12,95            | 17,31            | 20,34            | 23,36            | 22,94            | 19,76            | 16,60            | 11,86            | 7,44             |                  |
| Середній мінімум, °C                          | −1,56            | −0,49            | 2,49             | 7,97             | 12,34            | 15,39            | 18,99            | 18,56            | 15,39            | 12,24            | 7,50             | 3,08             |                  |
| Норма опадів, мм                              | 80               | 64               | 68               | 55               | 38               | 24               | 13               | 33               | 74               | 109              | 92               | 123              |                  |
| Середньомісячна швидкість вітру, м/с          | 2.28             | 2.36             | 2.40             | 2.30             | 2.30             | 2.59             | 2.53             | 2.40             | 2.11             | 2.00             | 1.90             | 2.00             |                  |
| Середньомісячна сонячна радіація, кДж/м²·день | 6901             | 9144             | 11208            | 15863            | 20103            | 22721            | 23432            | 19903            | 16313            | 11207            | 8642             | 6676             |                  |
| --------------------------------------------- | ---------------- | ---------------- | ---------------- | ---------------- | ---------------- | ---------------- | ---------------- | ---------------- | ---------------- | ---------------- | ---------------- | ---------------- | ---------------- |
| Джерело:                                      |                  |                  |                  |                  |                  |                  |                  |                  |                  |                  |                  |                  |                  |